# Zamyad Co.
Zamyad. (перс. خودروسازی زامیاد, Xudrusazi-ye Zamyad) — иранский производитель коммерческих автомобилей, основанный в 1963 году в Тегеране, как часть компании RENA Industrial Group. Изначально компания начала сборку автомобилей Volvo N-Model, а в 1970 году — Nissan Junior 2000. С 1998 года компания Zamyad Co. входит в состав SAIPA. По лицензии компания выпускает пикап Z24 на базе Nissan Junior 1970—1980 годов с 2,4-литровым двигателем. С 2003 года автомобиль называется Zamyad Shooka.

## Продукция
- Zamyad Stralis
- Zamyad A36-15
- Zamyad Padra
- Zamyad Shooka
- Zamyad Z24

## Экологические проблемы
На юго-востоке Тегерана компания Zamyad Co. была в центре внимания проведённого в 2006 году исследования использования очищенных сточных вод в сельском хозяйстве Ирана.